# Terrat verd
Un terrat verd, teulada verda o coberta enjardinada és el terrat d'un edifici que està parcialment o total cobert de vegetació, ja sigui en terra o en un medi de cultiu apropiat. Es refereix a tecnologies usades en els terrats per millorar l'hàbitat o estalviar consum d'energia, és a dir tecnologies que compleixen una funció ecològica. Poden contribuir a compensar els efectes negatius de la impermeabilització del sòl. Altres noms són terrats vivents o terrats ecològics. Un terrat verd és un component clau d'un edifici autònom.

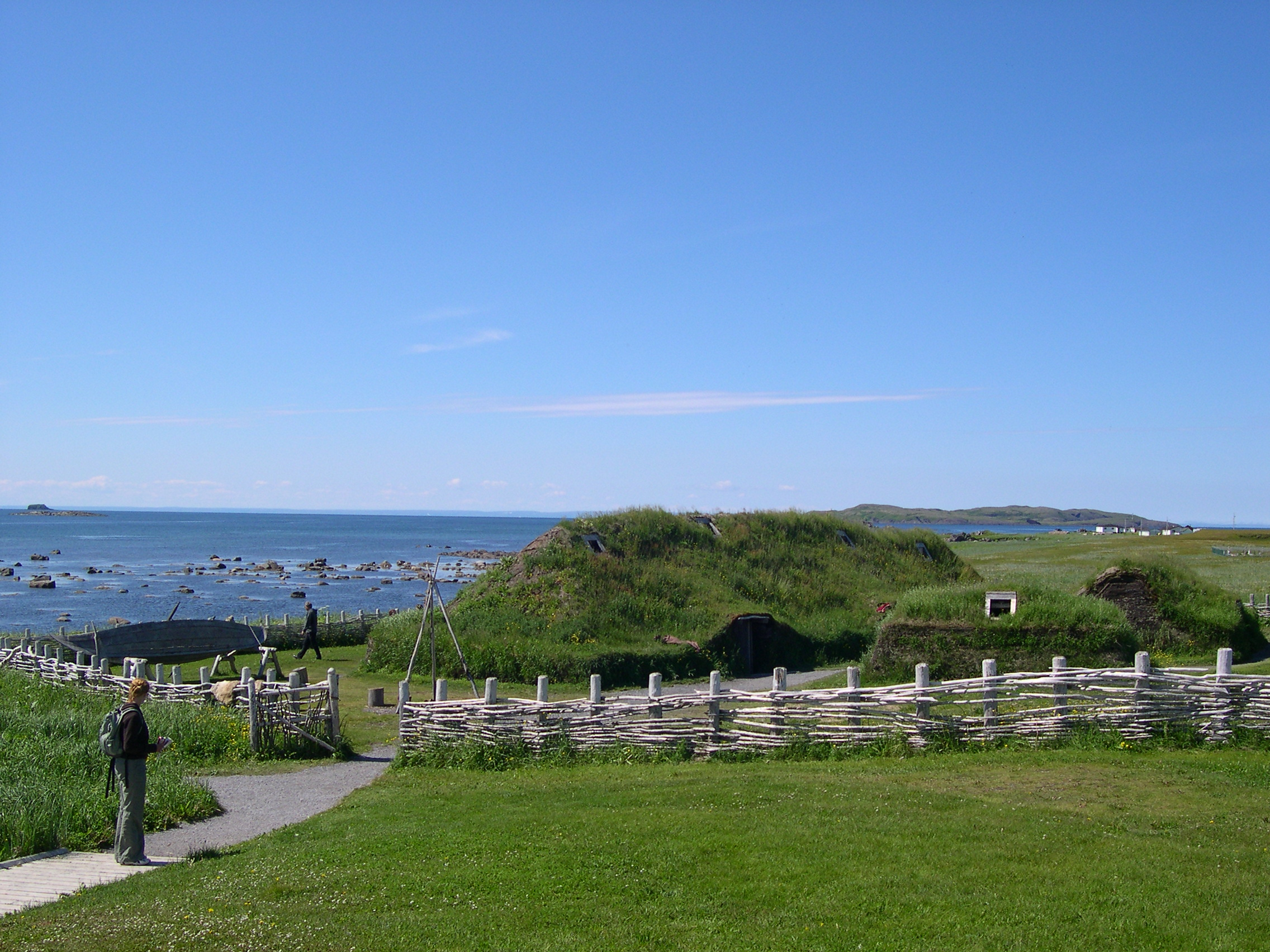
Reconstrucció de cases vikingues a l'Illa de Terranova

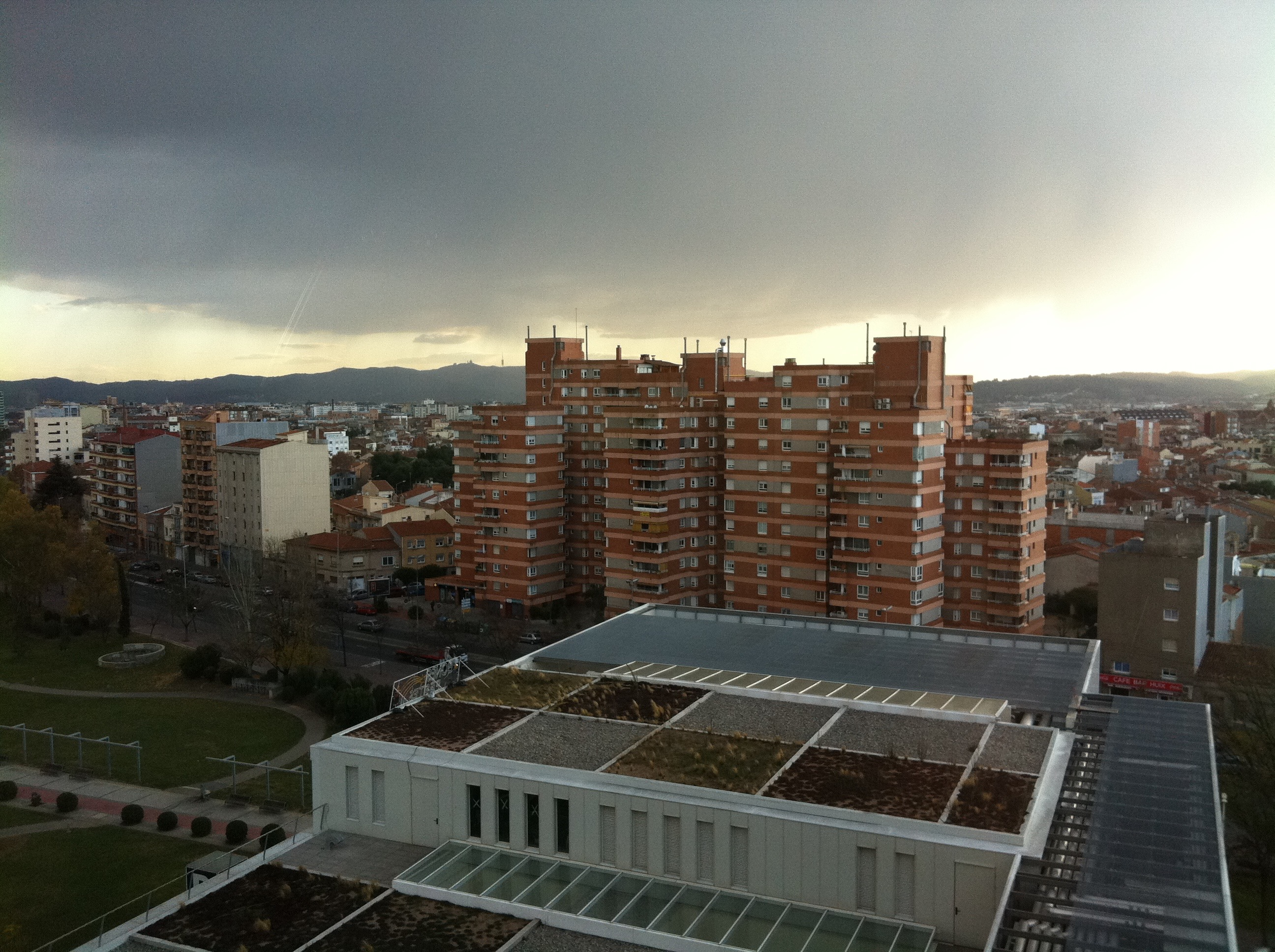
Terrat verd amb plantes autòctones a l'Hospital del Parc del Taulí, a Sabadell

## Avantatges

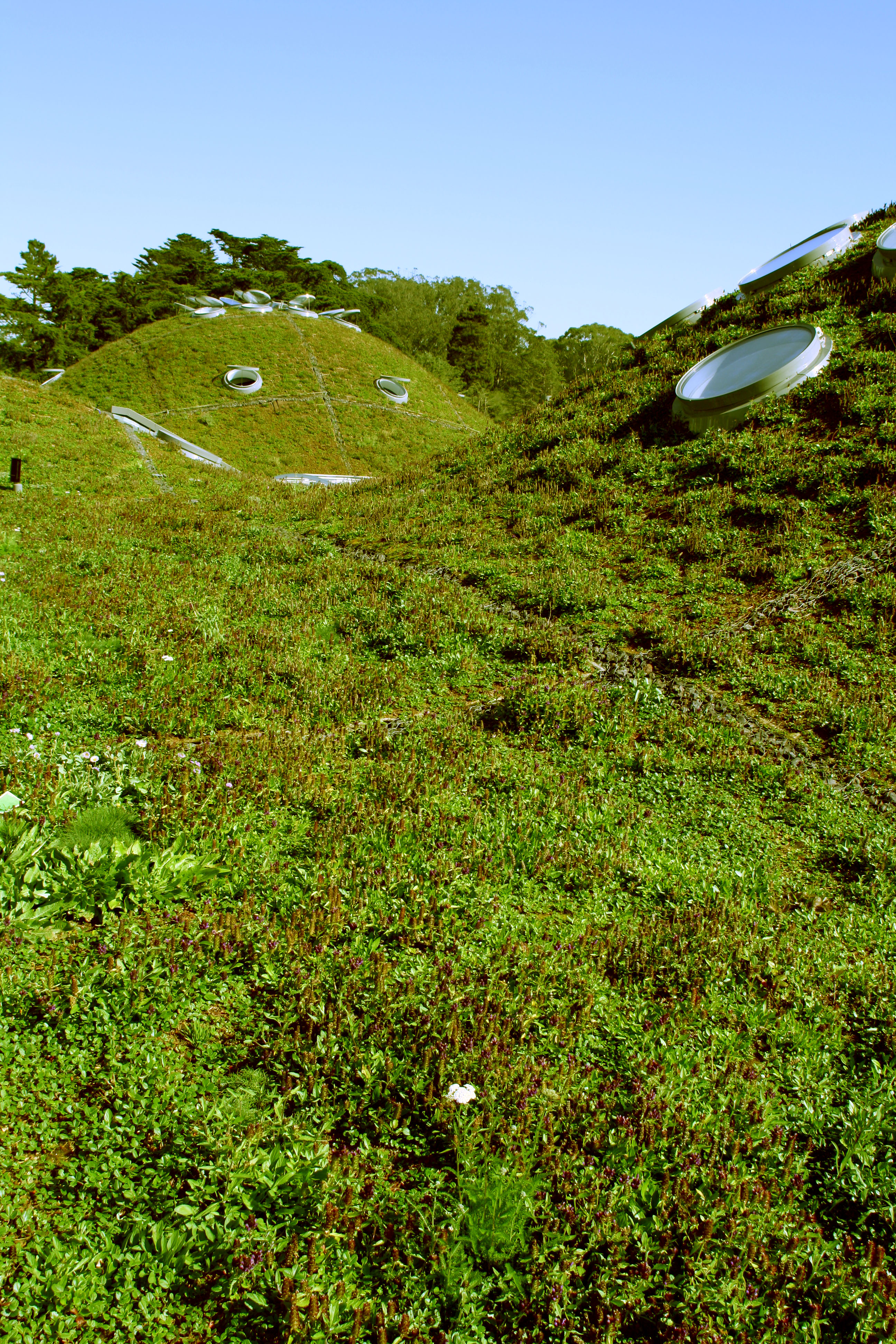
Un terrat verd modern (Califòrnia Academy of Sciences). Construït per cura mínim usant plantes no natives bé resistents al clima inhòspit d'un terrat.

Els terrats verds es poden fer servir per:
- Conrear fruites, verdures i flors
- Millorar la climatització de l'edifici
- Prolongar la vida del terrat
- Reduir el risc d'inundacions
- Filtrar contaminants i CO₂ de l'aire
- Actuar com a barrera acústica, el sòl bloqueja els sons de baixa freqüència i les plantes els d'alta freqüència.[2]
- Filtrar contaminants i metalls pesants de l'aigua de pluja
- Protegir la biodiversitat de zones urbanes

Un estudi realitzat el 2005 per Brad Bass de la Universitat de Toronto va demostrar que els terrats verds també poden reduir la pèrdua de calor i reduir el consum d'energia a l'hivern.
En un estudi recent sobre l'impacte d'estructures verds a Manchester els investigadors van comprovar que els terrats verds ajudaven a baixar les temperatures especialment en zones urbanes: «afegir terrats verds a totes les estructures pot tenir efectes dramàtics en la temperatura de la superfície, mantenint la temperatura per sota de les mitjanes dels anys 1961-1990 ... Els terrats verds tenen major impacte ... on la proporció d'edificis és alta i la proporció d'evaporació és baixa. Per tant, la major diferència ocorre en el centre de les poblacions.»

## Tipus

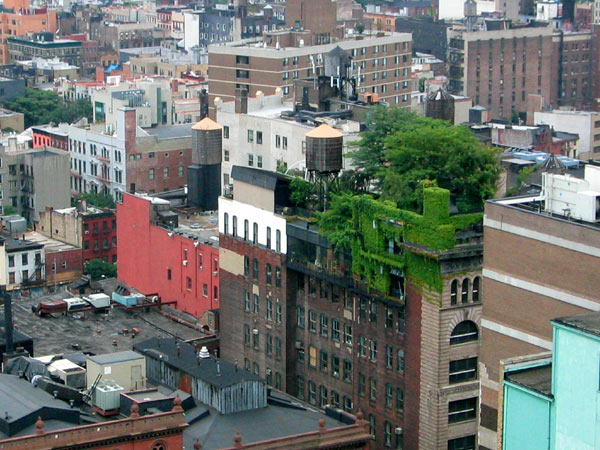
Un jardí intensiu de terrat a Manhattan.

Els terrats verds poden ser classificats en intensius, "semi-intensius", extensius o transitables, segons la profunditat del medi de cultiu i del grau de manteniment requerit. Els jardins en els terrats tradicionals requereixen un gruix de sòl considerable per conrear plantes grans i gespa tradicional, se'ls considera "intensius" perquè requereixen molta feina, irrigació, fertilització i altres cures. Els terrats intensius són de tipus parc amb fàcil accés i poden incloure des espècies per a la cuina a arbustos i fins arbres petits. Els terrats "extensius", en canvi estan dissenyats per requerir un mínim d'atenció, potser desmalezar un cop l'any o una aplicació de pagament d'acció lenta per estimular el creixement. En general els terrats extensius es visiten només pel seu manteniment. Se'ls pot conrear en una capa molt prima de sòl, la majoria fa servir una fórmula especial de compost o fins i tot de "llana de roca" directament sobre d'una membrana impermeable. Això pot proveir substrat per molses i espècies com Sedum .
Una altra distinció important són els terrats horitzontals o amb pendent. El declivi d'aquests últims redueix el risc de mal drenatge de l'aigua, tot i que presenta també grans problemes per mantenir humida la terra.

## Història i usos

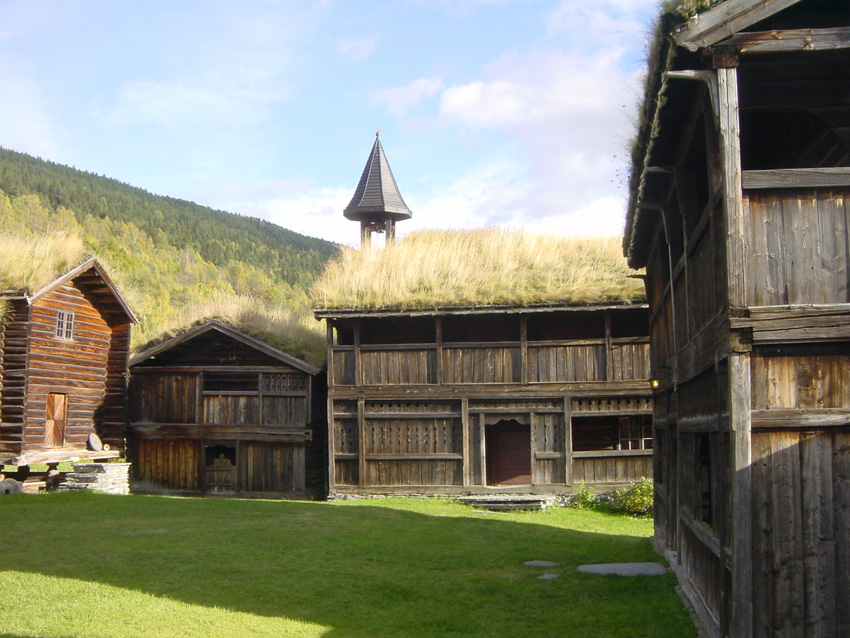
terrat de gespa en una granja del a Heidal, Noruega.

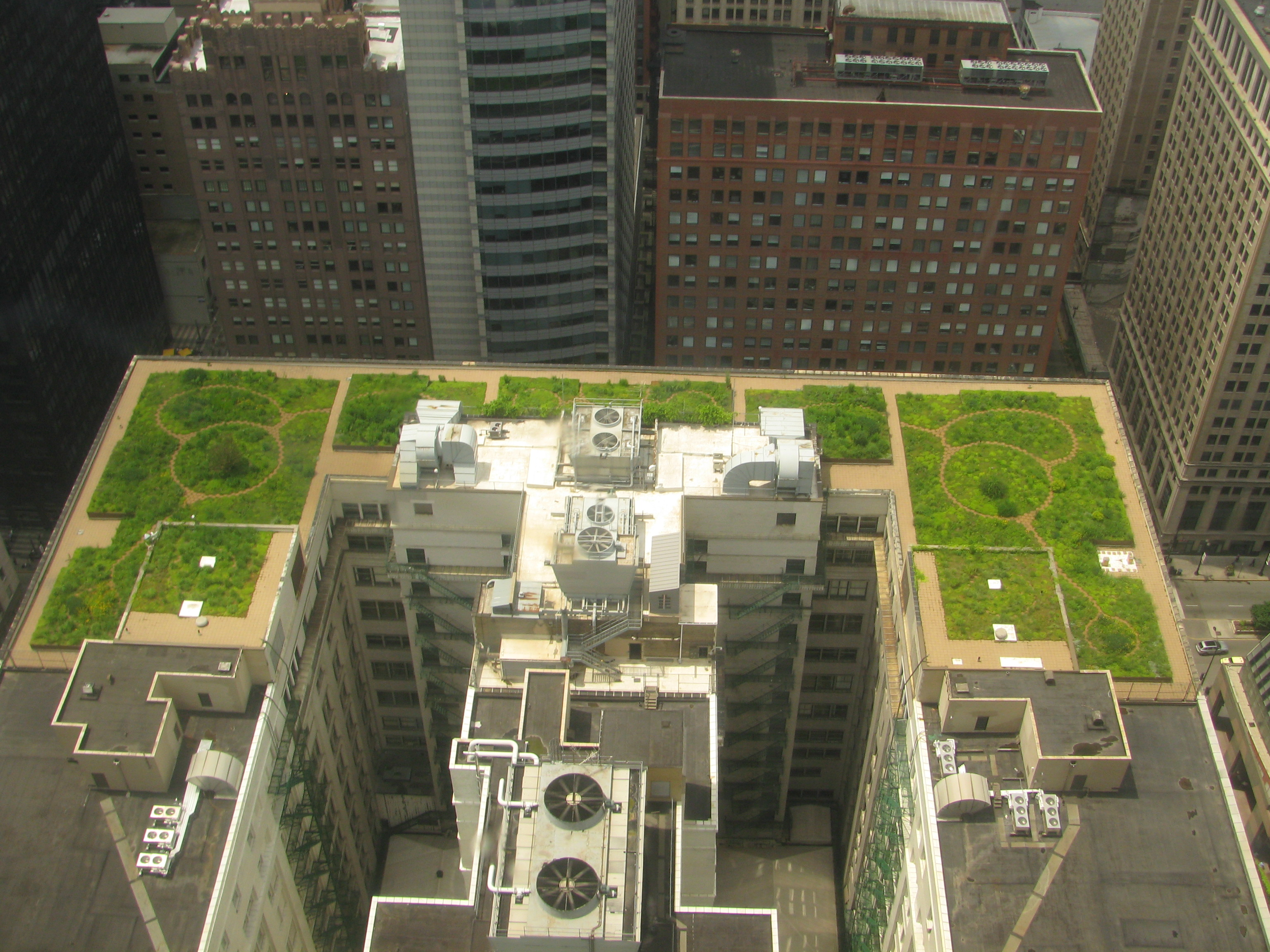
terrat verd de l'Ajuntament de Chicago, Illinois.

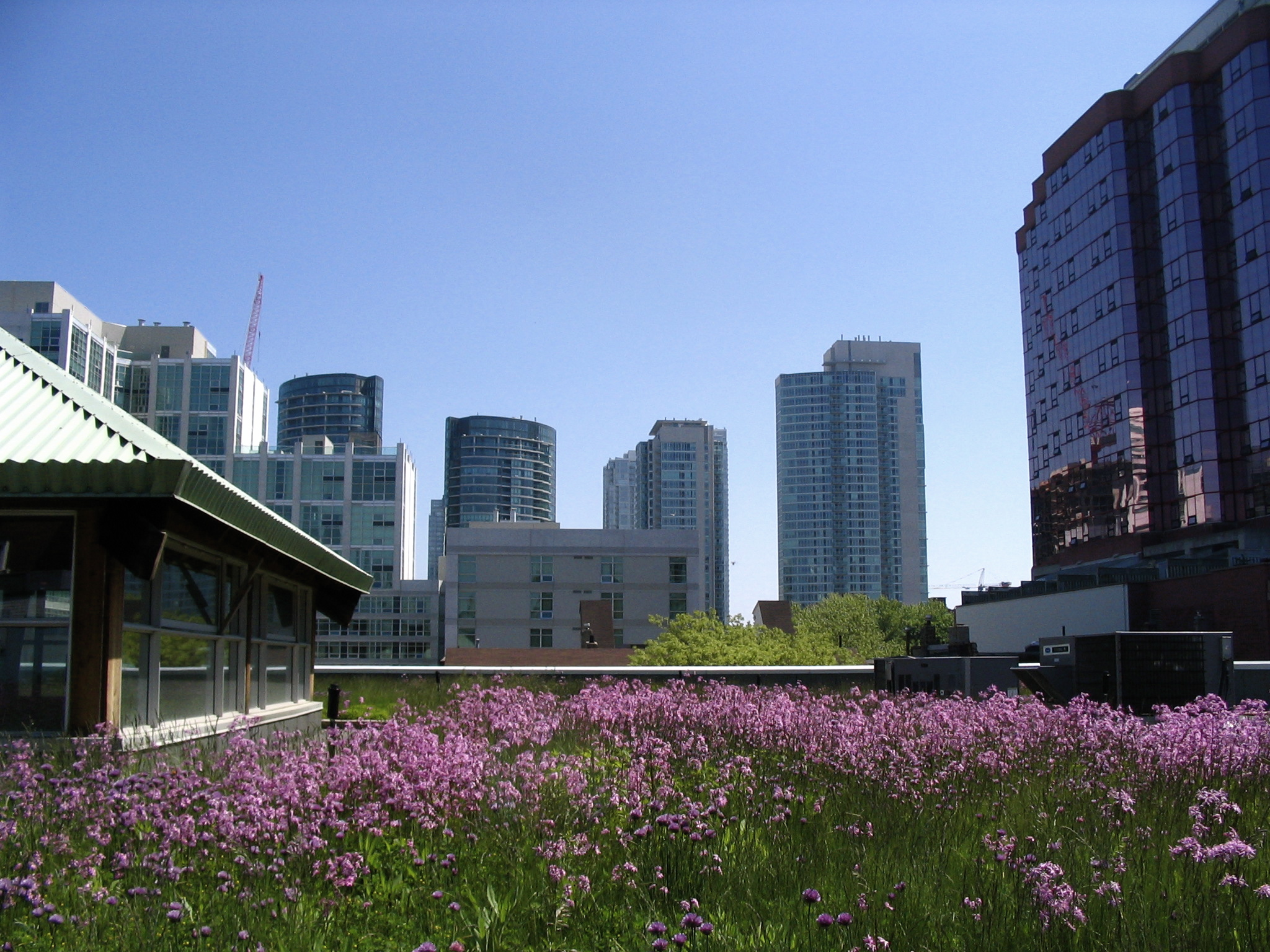
terrat verd de la botiga Mountain Equipment Co-op a Toronto, Canadà.

Els terrats verds moderns col·locats deliberadament per mantenir vegetació en un medi de cultiu són un fenomen relativament recent. No obstant això els països escandinaus han usat terrats de pastura per molts segles. La tendència moderna va començar quan Alemanya va desenvolupar els primers a la dècada de 1960 i ara s'han difós a molts països. Es calcula que al voltant del 10% dels terrats a Alemanya són verdes. S'estan tornant populars a Europa i en menor grau als Estats Units.
Alguns països europeus, incloent Alemanya, Suïssa, Països Baixos, Hongria, Suècia i el Regne Unit, han associacions que fomenten els terrats verds. La ciutat de Linz a Àustria paga als constructors perquè len terrats verds. A Suïssa hi ha una llei federal sobre terrats verds. Gran Bretanya va començar lentament però les polítiques sobre aquest tema han cobrat gran vigor, especialment a Londres i Sheffield.
Poden contribuir a c ombatre l'efecte d'illa de calor Els edificis tradicionals absorbeixen la radiació solar i després l'emeten en forma de calor, amb el resultat que les ciutats tinguin temperatures com a mínim 4 °C més altes que les zones circumdants. Al terrat del City Hall de Chicago la temperatura en dies molt calents sol ser 14-44 °C més baixa que la dels edificis circumdants.

## Exemples
Suïssa té un dels terrats verds més antics d'Europa, creat el 1919 a la planta de purificació d'aigua del llac Moos, Wallishofen, Zúric. Els seus tancs de filtració tenen terrats de formigó armat de 30.000 metres quadrats. Per mantenir frescos i evitar el creixement de bacteris hi ha una capa de gres de 15 cm. Amb capa aïllador d'asfalt. Sobre això hi ha un tipus de prat amb plantes de nombroses espècies, algunes de les quals es troben extintes localment.

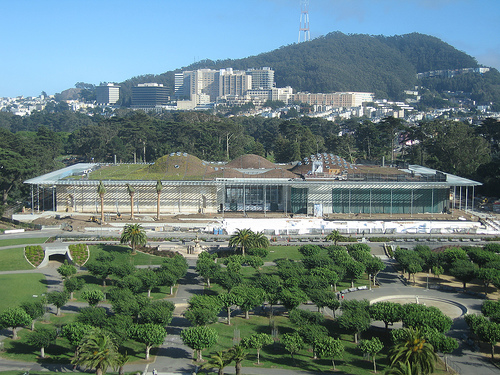
terrat ondulant de Califòrnia Academy of Sciences, en construcció a San Francisco.

A França hi ha un enorme terrat verd de 8.000 m ² que ha estat incorporat dins el nou museu L'Historial de la Vendée que es va inaugurar el juny de 2006 a Les Lucs-sud -Boulogne.
El nou edifici de l'Acadèmia de Ciències de Califòrnia, que es troba en construcció al parc Golden Gate de San Francisco té un terrat verd que proveirà gairebé una hectàrea de vegetació nativa designada per protegir algunes espècies locals en perill.
El terrat del Banc Santander de Madrid, Espanya té el terrat verd més gran d'Europa, amb més de 100.000 metres quadrats. Ha estat construït com una combinació de sistemes intensius i extensius.
A Islàndia hi ha nombrosos terrats verds.

## Desavantatges
Els terrats verds tenen més requisits estructurals, molt especialment els intensius. Alguns edificis ja existents no poden ser modificats perquè no suportarien el pes del sòl i vegetació. Els costos de manteniment poden ser majors segons el tipus de terrat. També és d'importància la impermeabilització a l'aigua: instal·lar una adequada capa impermeable i prova d'arrels pot augmentar el cost d'instal·lació.

## Construcció
Les cobertes enjardinades incorporen sota la terra una làmina geotèxtil antiarrels per evitar que filtracions de sorra puguin obstruir els drenatges, així com per impedir que les arrels de les plantes puguin danyar els elements inferiors de la construcció. També solen incorporar panells de nòduls, que tenen relleus en forma de botó on poden embassar una petita quantitat d'aigua. D'aquesta manera, les plantes poden accedir a aquesta reserva en temporades seques. Sota aquestes làmines s'ubica l'aïllament tèrmic (normalment panells rígids) per a suportar el pes de la terra i les plantes sense deformar i la làmina impermeabilitzant del mateix edifici.